# Ломово
Ло́мово (рос. Ломово, башк. Ломов) — присілок у складі Благоварського району Башкортостану, Росія. Входить до складу Кучербаєвської сільської ради.
Населення — 107 осіб (2010; 91 в 2002).
Національний склад:
- татари — 51 %
- башкири — 47 %